# Pascual Orozco
Pascual Orozco, quelquefois écrit Oroszco, (né le 28 janvier 1882 – mort le 30 août 1915) est un ancien chef de train sous le Porfiriat. Il est l'un des premiers révolutionnaires mexicains à se soulever le 20 novembre 1910 contre Porfirio Díaz entrainant avec lui un groupe de mineurs dans le sud de l'État de Chihuahua.
Il s'associe avec Pancho Villa pour s'emparer de la ville de Ciudad Juárez, coup d'audace qui pousse Diaz à abandonner le pouvoir le 25 mai 1911. Nommé gouverneur de l'État de Chihuahua, il prône un programme résolument social qui lui vaut une grande popularité. Durcissant ses positions, il se soulève contre le nouveau président Francisco I. Madero qu'il juge trop mou. Il doit se réfugier aux États-Unis d'où il soutient le coup d'État mené par Victoriano Huerta. Son retour au Mexique sera de courte durée, la chute de Huerta l'obligeant à un nouvel exil en juillet 1914. Il sera abattu l'année suivante par les rangers mexicains alors qu'il cherchait à retourner au Mexique. 